# برايان هارت
برايان هارت (بالإنجليزية: Brian Hart)‏ هو سائق فورمولا 1 ومهندس بريطاني، ولد في 7 سبتمبر 1936 في منطقة أنفيلد في المملكة المتحدة، وتوفي في 5 يناير 2014.